# 一號藝術營地
一號藝術營地是一個致力推動澳門創意藝術發展的藝術項目，位於提督馬路祐順工業大廈3至5樓。一號藝術營地是澳門一個較大型的藝術創作、展覽場地，由天主教耶穌會開辦，西望洋創作協會管理，屬於一個非牟利私人機構，營地旨在「成為一個匯聚本地藝術及文化的中心」。藝術中心於2009年9月26日對外開放，同時舉行開幕首個聯展——「蔓延」。

## 沿革
有鑑於澳門缺乏藝術創作及展覽的場地，於是團體租用了工業大廈單位開闢文藝營地——一號藝術營地，提供一個藝術創作的地點。營地設於工業大廈，因大廈較遠離住宅區，可為藝術工作者提供寧靜、寬闊的創作空間。主辦單位希望為藝術工作者及團體提供藝術創作空間，推動澳門創意產業發展及培育人才。

## 設施
營地位於祐順工業大廈的3至5樓，活動空間共3層17個單位，總面積約36,000平方呎。營地內設有充足的藝術創作設備，更備有展覽場地。

## 外部連結
- 西望洋創作協會網頁